# Skandál v italské lize 1980
Skandál v italské lize v rose 1980 známý též jako Totonero zasáhl italský fotbal v sezoně 1979/80 a byli v ní zapleteni hráči, vedení a kluby z nejvyšší ligy i z druhé ligy.
Do skandálu byly zapleteny kluby z nejvyšší ligy: AC Milán (vítěz posledního ročníku), Juventus Turín, SSC Neapol, Lazio Řím, FC Bologna, US Avellino, Perugia Calcio a Pescara Calcio.
Kluby z druhé ligy: Janov 1893, US Lecce, SSC Palermo, US Pistoiese a AS Taranto.
Jednalo se o první velký skandál nelegálního sázení při zápasech v italském fotbalu a to natolik že prezident fotbalového svazu Artemio Franchi odstoupil ze své funkce. Skandál vypukl 3 měsíce před ME 1980, které se navíc konalo v Itálii.

## Rozsudky první instance
První rozsudky byli zveřejněny disciplinární komisí od poloviny května do poloviny června.
kluby ze Serie A
- AC Milán - sestup do druhé ligy
- US Avellino - ztráta 5 bodů v sezoně 1980/81
- FC Bologna - ztráta 5 bodů v sezoně 1980/81
- Perugia Calcio - ztráta 5 bodů v sezoně 1980/81
- Lazio Řím - - ztráta 5 bodů v sezoně 1980/81 + pokuta, posléze sestup do druhé ligy
- Juventus Turín - osvobozeno
- Pescara Calcio - osvobozeno
- SSC Neapol - osvobozeno

činovníci klubů
- Felice Colombo (prezident AC Milán) - doživotní zákaz ve fotbale
- Tommaso Fabbretti (primátor města Bologna) - zákaz na 1 rok ve fotbale
- Giampiero Boniperti (prezident Juventus Turín) - osvobozen
- Riccardo Sogliano (sport. ředitel FC Bologna) - osvobozen
- Marino Perani (trenér FC Bologna) - osvobozen
- Giovanni Trapattoni (trenér Juventus Turín) - osvobozen
- Luís Vinício (trenér SSC Neapol) - osvobozen

fotbalisté
- Enrico Albertosi (AC Milán) - doživotní zákaz ve fotbale
- Massimo Cacciatori + Giuseppe Wilson (Lazio Řím) - doživotní zákaz ve fotbale
- Stefano Pellegrini (US Avellino) - 6letý zákaz ve fotbale
- Mauro Della Martira (Perugia Calcio) - 5letý zákaz ve fotbale
- Carlo Petrini + Giuseppe Savoldi (FC Bologna) - 3 roky a 6 měsíců zákaz ve fotbale
- Paolo Rossi + Luciano Zecchini (Perugia Calcio) - 3letý zákaz ve fotbale
- Bruno Giordano  + Lionello Manfredonia (Lazio Řím) - 1 rok a 6 měsíců zákaz ve fotbale
- Franco Cordova (US Avellino) - 1 rok a 2 měsíce zákaz ve fotbale
- Piergiorgio Negrisolo (Pescara Calcio) - 1 rok zákaz ve fotbale
- Giorgio Morini (AC Milán) - 10měsíční zákaz ve fotbale
- Stefano Chiodi (AC Milán) - 6měsíční zákaz ve fotbale
- Oscar Damiani (SSC Neapol) - 4měsíční zákaz ve fotbale
- Maurizio Montesi (Lazio Řím) - 4měsíční zákaz ve fotbale
- Franco Colomba (FC Bologna) - 3měsíční zákaz ve fotbale
- Andrea Agostinelli (SSC Neapol) - osvobozen
- Giancarlo Antognoni (AC Fiorentina) - osvobozen
- Claudio Pellegrini (US Avellino) - osvobozen

kluby ze Serie B
- Janov 1893 - osvobozeno
- US Lecce - osvobozeno
- SSC Palermo - osvobozeno
- US Pistoiese - osvobozeno
- AS Taranto - osvobozeno

fotbalisté
- Guido Magherini (SSC Palermo) - 1 rok a 6 měsíců zákaz ve fotbale
- Claudio Merlo (US Lecce) - 1 rok a 6 měsíců zákaz ve fotbale
- Lionello Massimelli (AS Taranto) - jednoroční zákaz ve fotbale
- Francesco Brignani (SSC Palermo) - osvobozen

## Odvolávací rozsudek
Konal se mezi 19. červencem a 31. červencem roku 1980.
kluby ze Serie A
- AC Milán + Lazio Řím - sestup do druhé ligy
- US Avellino + FC Bologna + Perugia Calcio - ztráta 5 bodů v sezoně 1980/81
- Juventus Turín + Pescara Calcio + SSC Neapol - osvobozeno

činovníci klubů
- Felice Colombo (prezident AC Milán) - doživotní zákaz ve fotbale
- Tommaso Fabbretti (primátor města Bologna) - zákaz na 1 rok ve fotbale
- Giampiero Boniperti (prezident Juventus Turín) - osvobozen
- Riccardo Sogliano (sport. ředitel FC Bologna) - osvobozen
- Marino Perani (trenér FC Bologna) - osvobozen
- Giovanni Trapattoni (trenér Juventus Turín) - osvobozen
- Luís Vinício (trenér SSC Neapol) - osvobozen

fotbalisté
- Stefano Pellegrini (US Avellino) - 6letý zákaz ve fotbale
- Massimo Cacciatori (Lazio Řím) - 5letý zákaz ve fotbale
- Mauro Della Martira (Perugia Calcio) - 5letý zákaz ve fotbale
- Enrico Albertosi (AC Milán) - 4letý zákaz ve fotbale
- Bruno Giordano + Lionello Manfredonia (Lazio Řím) - 3 roky a 6 měsíců zákaz ve fotbale
- Carlo Petrini + Giuseppe Savoldi (FC Bologna) - 3 roky a 6 měsíců zákaz ve fotbale
- Giuseppe Wilson (Lazio Řím) - 3letý zákaz ve fotbale
- Luciano Zecchini (Perugia Calcio) - 3letý zákaz ve fotbale
- Paolo Rossi (Perugia Calcio) - 2letý zákaz ve fotbale
- Franco Cordova (US Avellino) - 1 rok a 2 měsíce zákaz ve fotbale
- Giorgio Morini (AC Milán) - 10měsíční zákaz ve fotbale
- Stefano Chiodi (AC Milán) - 6měsíční zákaz ve fotbale
- Piergiorgio Negrisolo (Pescara Calcio) - 5měsíční zákaz ve fotbale
- Maurizio Montesi (Lazio Řím) - 4měsíční zákaz ve fotbale
- Franco Colomba (FC Bologna) - 3měsíční zákaz ve fotbale
- Oscar Damiani (SSC Neapol) - 3měsíční zákaz ve fotbale
- Andrea Agostinelli (SSC Neapol) - osvobozen
- Giancarlo Antognoni (AC Fiorentina) - osvobozen
- Claudio Pellegrini (US Avellino) - osvobozen

kluby ze Serie B
- SSC Palermo + AS Taranto - ztráta 5 bodů v sezoně 1980/81
- Janov 1893 + US Lecce + US Pistoiese - osvobozeno

fotbalisté
- Guido Magherini (SSC Palermo) - 3 roky a 6 měsíců zákaz ve fotbale
- Lionello Massimelli (AS Taranto) - 3letý zákaz ve fotbale
- Claudio Merlo (US Lecce) - 1 zákaz ve fotbale
- Francesco Brignani (SSC Palermo) - osvobozen

## Prominutí
Po MS 1982, které vyhrál celek z Itálie, se italský svaz rozhodl prominout dvouletý odklad pro hráče, kteří v té době byli diskvalifikováni (Stefano Pellegrini, Massimo Cacciatori, Mauro Della Martira, Enrico Albertosi, Bruno Giordano, Giuseppe Wilson, Lionello Manfredonia, Carlo Petrini, Giuseppe Savoldi, Luciano Zecchini ze Serie A, Guido Magherini a Lionello Massimelli ze Serie B). 
Také činovníkům klubů byly prominuty tresty: maximální doba vyloučení byla omezena na pět let na základě návrhu.